# Desmognathus
Genre
Synonymes
- Leurognathus Moore, 1899

Desmognathus est un genre d'urodèles de la famille des Plethodontidae.

## Répartition
Les espèces de ce genre se rencontrent dans l'est de l'Amérique du Nord.

## Liste des espèces
Selon Amphibian Species of the World (5 juillet 2023) :
- Desmognathus abditus Anderson & Tilley, 2003
- Desmognathus adatsihi Pyron & Beamer, 2022[3]
- Desmognathus aeneus Brown & Bishop, 1947
- Desmognathus amphileucus Bishop, 1947
- Desmognathus anicetus Pyron & Beamer, 2023[4]
- Desmognathus apalachicolae Means & Karlin, 1989
- Desmognathus aureatus (Martof, 1956)
- Desmognathus auriculatus (Holbrook, 1838)
- Desmognathus bairdi Pyron & Beamer, 2023[4]
- Desmognathus balsameus Pyron & Beamer, 2022[3]
- Desmognathus brimleyorum Stejneger, 1895
- Desmognathus campi Pyron & Beamer, 2023[4]
- Desmognathus carolinensis Dunn, 1916
- Desmognathus catahoula Pyron & Beamer, 2023[4]
- Desmognathus cheaha Pyron et al., 2023[5]
- Desmognathus conanti Rossman, 1958
- Desmognathus folkertsi Camp et al., 2002
- Desmognathus fuscus (Rafinesque, 1820) - Salamandre sombre du Nord
- Desmognathus gvnigeusgwolti Pyron & Beamer, 2022[6]
- Desmognathus imitator Dunn, 1927
- Desmognathus intermedius (Pope, 1928)
- Desmognathus kanawha Pyron & Beamer, 2022[6]
- Desmognathus lycos Pyron & Beamer, 2023[4]
- Desmognathus marmoratus (Moore, 1899)
- Desmognathus mavrokoilius Pyron & Beamer, 2022[6]
- Desmognathus monticola Dunn, 1916
- Desmognathus ochrophaeus Cope, 1859
- Desmognathus ocoee Nicholls, 1949
- Desmognathus orestes Tilley & Mahoney, 1996
- Desmognathus organi Crespi et al., 2010
- Desmognathus pascagoula Pyron et al., 2022[7]
- Desmognathus perlapsus Neill, 1950
- Desmognathus planiceps Newman, 1955
- Desmognathus quadramaculatus (Holbrook, 1840) - débattu
- Desmognathus santeetlah Tilley, 1981
- Desmognathus tilleyi Pyron & Beamer, 2023[4]
- Desmognathus valentinei Means et al., 2017[8]
- Desmognathus valtos Pyron & Beamer, 2022[9]
- Desmognathus welteri Barbour, 1950
- Desmognathus wrighti King, 1936

## Publication originale
- Baird, 1850 "1849" : Revision of the North American tailed-batrachia, with descriptions of new genera and species. Journal of the Academy of Natural Sciences of Philadelphia, sér. 2, vol. 1, p. 281-294 (texte intégral).